# Red Sovine
Red Sovine (* 17. Juli 1918 als Woodrow Wilson Sovine in Charleston, West Virginia; † 4. April 1980 in Nashville, Tennessee) war ein US-amerikanischer Country-Musiker und -Sänger. Bekannt wurde Sovine insbesondere durch seine als Rezitativ gesprochenen Songs, in denen er meist melancholische Geschichten aus der Welt der Trucker erzählte. Der erfolgreichste dieser Songs war sein 1976 erschienener Nummer-eins-Hit Teddy Bear.

## Leben

### Anfänge
Bereits in jungen Jahren lernte Red Sovine von seiner Mutter Westerngitarre zu spielen. In der regionalen Musikszene machte sich Sovine schnell einen Namen, nachdem er als Jugendlicher mit einem Freund bereits im Radio aufgetreten war. Musikalisch wurde er von Buddy Starcher und Frank Welling beeinflusst, die bereits während Sovines Kindheit über den nahegelegenen Sender WCHS aus Charleston zu hören waren. Mit seinem Freund Johnny Bailes schloss Sovine sich Jim Pikes Carolina Tar Heels an und trat mit Bailes als Smiley & Red, the Singing Sailors auf. Nach einem kurzen Aufenthalt in Wheeling, West Virginia beim WWVA Jamboree arbeitete Sovine als Schichtführer in einer Strumpffabrik, ehe er selbst eine Band, die Echo Valley Boys gründete. In den 1940er-Jahren sammelte Sovine mit regelmäßigen Auftritten in der Old Farm Hour, einer Live-Show auf WCHS, erste Erfahrungen im Showgeschäft.

### Karriere als Musiker
Mit Mitte 20 zog Sovine nach Shreveport, wo er im Programm des Senders KWKH spielte. Dort lernte er Hank Williams kennen, der ihm 1949 zu einer neuen Radiosendung in Alabama und einem Plattenvertrag bei MGM Records verhalf. Durch seine Bekanntschaft mit Williams wurde Sovine zu dessen Nachfolger im Louisiana Hayride, als dieser in die Grand Ole Opry wechselte. Sovine nahm daraufhin 28 Singles im Stil von Hank Williams auf, die aber nicht sehr erfolgreich waren.
Den Anschub für Sovines Karriere gab wenig später Webb Pierce, ein Kollege im Hayride. Sovine wurde Pierces Bandleader und erhielt 1954 durch ihn einen Vertrag bei Decca Records. Der erste Erfolg dort war die Duett-Single Are You Mine? mit Goldie Hill, der späteren Ehefrau von Carl Smith. Auch mit Pierce hatte Sovine Erfolge, als er 1956 bei dessen erfolgreicher Single Why Baby Why mitspielte und sang. Der Song erreichte Platz eins der Billboard Country-Charts. Als Sovine 25 Singles bei Decca veröffentlicht hatte, wechselte er 1959 zu Starday Records nach Nashville und begann als Solokünstler auf Tour zu gehen.
Sovine empfahl Charley Pride, nach Nashville zu ziehen und stieß für den afroamerikanischen Sänger die Türen beim Label von Webb Pierce auf. Sovine selbst konnte zwischen 1959 und 1965 keine großen Erfolge einfahren.

### Höhepunkt der Laufbahn und Tod
1965 hatte Sovine gemeinsam mit Songwriter Tommy Hill die Idee zu Giddy Up Go, seinem ersten gesprochenen Song. Dort versetzte er sich in die Rolle eines alteingesessenen LKW-Fahrers, der nach vielen Jahren seinen verlorenen Sohn wiederfindet, der nun ebenfalls als Trucker über die Highways rollt und mit ihm über CB-Funk ins Gespräch kommt. Sein neu gefundener Stil begleitete Sovine bis in die späten siebziger Jahre, und weitere Songs aus diesem Genre waren Phantom 309, Little Joe und Rubber Duck. 
Sein größter Hit war Teddy Bear aus dem Jahr 1976, der als Ruf Teddybär eins-vier in Deutschland vom Schlagersänger Jonny Hill bekanntgemacht wurde. Der Titel wurde in den USA mit Gold und in Großbritannien mit Silber ausgezeichnet. Sovine nahm auch eine Version des von C. W. McCall zum Erfolgssong gemachten Convoy auf. Auch McCalls Hit Roses for Mama wurde von Sovine aufgenommen, hinzu kam eine Reihe von sentimentalen Weihnachtssongs, die sehr populär wurden. Am 4. April 1980 fuhr Red Sovine im Auto durch Nashville, als er einen Herzinfarkt erlitt, der einen Verkehrsunfall zur Folge hatte. Sovine starb im Alter von 61 Jahren an den Folgen des Unglücks.

## Wirkung
Sovine zählt neben Dave Dudley, C. W. McCall oder Red Simpson zu den wichtigsten Trucker-Sängern und war nicht nur selbst als Musiker erfolgreich, sondern setzte sich auch für andere Talente ein, als er Charley Pride den entscheidenden Tipp für dessen Karriere gab. Die Popularität von Sovines Liedern findet Ausdruck darin, dass neben denen von amerikanischen Künstlern wie Ferlin Husky und Boxcar Willie auch in Deutschland und Australien Coverversionen davon entstanden. Sovine ist noch heute bei Fans der klassischen Countrymusik sehr beliebt.

## Diskografie

### Studioalben
| Jahr | Titel Musiklabel              | Höchstplatzierung, Gesamtwochen, AuszeichnungChartsChartplatzierungen (Jahr, Titel, Musiklabel, Platzierungen, Wochen, Auszeichnungen, Anmerkungen) | Anmerkungen |
| Jahr | Titel Musiklabel              | Country | Anmerkungen |
| ---- | ----------------------------- | --- | ----------- |
| 1966 | Giddyup Go Starday/Nashville  | Country4 (17 Wo.)Country |             |
| 1968 | Phantom 309 Starday           | Country18 (7 Wo.)Country |             |
| 1974 | It’ll Come Back Chart         | Country48 (2 Wo.)Country |             |
| 1976 | Teddy Bear Starday            | Country1 (19 Wo.)Country |             |
| 1977 | Woodrow Wilson Sovine Starday | Country50 (2 Wo.)Country |             |

Weitere Studioalben
- 1956: Red Sovine (MGM)
- 1961: The One and Only (Starday)
- 1962: Golden Country Ballads of the 60’s (Starday)
- 1963: Red Sovine (Decca)
- 1965: The Heart Rending Little Rosa (Starday)
- 1966: Country Music Time (Decca)
- 1966: The Sensational Red (Nashville)
- 1966: The Nashville Sound of Red Sovine (Starday)
- 1967: I Didn’t Jump the Fence (Starday)
- 1967: Dear John Letter
- 1968: The Country Way (Vocalion)
- 1968: Tell Maude I Slipped (Starday)
- 1968: Sunday with Sovine (Starday)
- 1968: Anytime (Nashville)
- 1969: Classic Narrations
- 1969: Closing Time Till Dawn
- 1969: Who I Am (Starday)
- 1969: Ruby Don’t Take Your Love to Town
- 1970: I Know You're Married But I Still Love You (Starday)
- 1973: Greatest Grand Ole Opry
- 1978: Christmas with Red Sovine
- 1978: 16 New Gospel Songs

### Kompilationen
| Jahr | Titel            | Höchstplatzierung, Gesamtwochen, AuszeichnungChartsChartplatzierungen (Jahr, Titel, Platzierungen, Wochen, Auszeichnungen, Anmerkungen) | Anmerkungen |
| Jahr | Titel            | Country | Anmerkungen |
| ---- | ---------------- | --- | ----------- |
| 1977 | 16 Greatest Hits | Country47 (2 Wo.)Country |             |

Weitere Kompilationen
- 1975: The Best
- 1975: Little Rosa
- 1977: 16 All-Time Favorites
- 1980: Teddy Bear
- 1980: Phantom 309
- 1980: Giddy Up Go
- 1980: Gone But Not Forgotten
- 1986: Sings Hank Williams
- 1989: Crying in the Chapel
- 1989: Famous Duets
- 1991: Best of the Best
- 2001: Phantom 309
- 2002: Pledge of Allegiance
- 2002: 20 All-Time Greatest Hits

### Singles
| Jahr | Titel Album                                  | Höchstplatzierung, Gesamtwochen, AuszeichnungChartplatzierungen (Jahr, Titel, Album, Platzierungen, Wochen, Auszeichnungen, Anmerkungen) | Höchstplatzierung, Gesamtwochen, AuszeichnungChartplatzierungen (Jahr, Titel, Album, Platzierungen, Wochen, Auszeichnungen, Anmerkungen) | Höchstplatzierung, Gesamtwochen, AuszeichnungChartplatzierungen (Jahr, Titel, Album, Platzierungen, Wochen, Auszeichnungen, Anmerkungen) | Anmerkungen                   |
| Jahr | Titel Album                                  | UK | US | Country | Anmerkungen                   |
| ---- | -------------------------------------------- | --- | --- | --- | ----------------------------- |
| 1955 | Why Baby Why –                               | — | — | Country1 (25 Wo.)Country | mit Webb Pierce               |
| 1955 | Are You Mine –                               | — | — | Country14 (1 Wo.)Country | mit Goldie Hill               |
| 1956 | Little Rosa –                                | — | — | Country5 (14 Wo.)Country | mit Webb Pierce               |
| 1956 | If Jesus Came to Your House –                | — | — | Country15 (1 Wo.)Country |                               |
| 1956 | Hold Everything (Till I Get Home) –          | — | — | Country5 (3 Wo.)Country |                               |
| 1959 | Yankee, Go Home –                            | — | — | Country17 (2 Wo.)Country | mit Goldie Hill               |
| 1964 | Dream House for Sale –                       | — | — | Country22 (12 Wo.)Country |                               |
| 1965 | Giddyup Go –                                 | — | US82 (3 Wo.)US | Country1 (22 Wo.)Country |                               |
| 1966 | Long Night –                                 | — | — | Country47 (2 Wo.)Country |                               |
| 1966 | Class of 49 –                                | — | — | Country44 (8 Wo.)Country |                               |
| 1967 | I Didn’t Jump the Fence –                    | — | — | Country17 (12 Wo.)Country |                               |
| 1967 | In Your Heart –                              | — | — | Country33 (10 Wo.)Country |                               |
| 1967 | Phantom 309 –                                | — | — | Country9 (16 Wo.)Country |                               |
| 1968 | Tell Maude I Slipped –                       | — | — | Country33 (13 Wo.)Country |                               |
| 1968 | Loser Making Good –                          | — | — | Country63 (2 Wo.)Country |                               |
| 1968 | Normally, Norma Loves Me –                   | — | — | Country61 (6 Wo.)Country |                               |
| 1969 | Who am I –                                   | — | — | Country62 (7 Wo.)Country |                               |
| 1970 | I Know You’re Married But I Love You Still – | — | — | Country52 (10 Wo.)Country |                               |
| 1970 | Freightliner Fever –                         | — | — | Country54 (7 Wo.)Country |                               |
| 1974 | It’ll Come Back –                            | — | — | Country16 (16 Wo.)Country |                               |
| 1974 | Can I Keep Him Daddy –                       | — | — | Country58 (9 Wo.)Country |                               |
| 1975 | Daddy’s Girl –                               | — | — | Country91 (4 Wo.)Country |                               |
| 1975 | Phantom 309 –                                | — | — | Country9 (26 Wo.)Country |                               |
| 1976 | Teddy Bear                                   | UK4 Silber · (8 Wo.)UK | US40 Gold · (9 Wo.)US | Country1 (13 Wo.)Country | Charteinstieg in UK erst 1981 |
| 1976 | Little Joe –                                 | — | — | Country45 (5 Wo.)Country |                               |
| 1976 | Last Goodbye –                               | — | — | Country96 (2 Wo.)Country |                               |
| 1977 | Just Gettin’ By –                            | — | — | Country98 (2 Wo.)Country |                               |
| 1977 | Woman Behind the Man Behind the Wheel –      | — | — | Country92 (5 Wo.)Country |                               |
| 1978 | Lay Down Sally –                             | — | — | Country70 (5 Wo.)Country |                               |
| 1978 | The Days of Me and You –                     | — | — | Country77 (5 Wo.)Country |                               |
| 1980 | The Little Family Soldier –                  | — | — | Country74 (5 Wo.)Country |                               |
| 1980 | It’ll Come Back                              | — | — | Country16 (19 Wo.)Country |                               |

## Auszeichnungen für Musikverkäufe
| Goldene Schallplatte - Kanada - 1977: für das Album Teddy Bear |

Anmerkung: Auszeichnungen in Ländern aus den Charttabellen bzw. Chartboxen sind in ebendiesen zu finden.
| Land/RegionAuszeichnungen für Musikverkäufe (Land/Region, Auszeichnungen, Verkäufe, Quellen) | Silber  | Gold     | Platin | Verkäufe | Quellen         |
| -------------------------------------------------------------------------------------------- | ------- | -------- | ------ | -------- | --------------- |
| Kanada (MC)                                                                                  | —       | Gold1    | —      | 50.000   | musiccanada.com |
| Vereinigte Staaten (RIAA)                                                                    | —       | Gold1    | —      | 500.000  | riaa.com        |
| Vereinigtes Königreich (BPI)                                                                 | Silber1 | —        | —      | 250.000  | bpi.co.uk       |
| Insgesamt                                                                                    | Silber1 | 2× Gold2 | —      |          |                 |